# Tańczący jastrząb (film)
Tańczący jastrząb – polski film obyczajowy z 1977 roku w reżyserii Grzegorza Królikiewicza na podstawie powieści Juliana Kawalca pod tym samym tytułem.

## Opis fabuły
Michał Toporny jest synem chłopa. Udaje mu się wyrwać ze wsi, zdobywa wykształcenie, zajmuje wysokie stanowiska. Porzuca żonę Marię i syna dla kobiety „z dobrego domu”. To małżeństwo też jest nieudane – Wiesława znajduje sobie kochanka. Michał chce wychować swoich synów z obydwu małżeństw. Razem z nimi odwiedza rodzinną wieś. Samochód, którym jedzie zostaje obrzucony kamieniami, wpada do wody i tonie wraz z Michałem. Jego synowie palą dom, w którym urodził się Michał.

## Obsada
- Franciszek Trzeciak – Michał Toporny
- Beata Tyszkiewicz – Wiesława, druga żona Topornego
- Beata Tumkiewicz(inne języki) – Maria, pierwsza żona Topornego
- Czesław Przybyła – nauczyciel
- Tadeusz Łomnicki – dyrektor
- Józef Fryźlewicz – Kinol
- Irena Orska – matka Wiesławy
- Stanisław Jaśkiewicz – ojciec Wiesławy
- Jerzy Zelnik – Zatorski
- Edmund Fetting – przedstawiciel ministerstwa
- Czesław Wojtała – Jastrząb
- Zygmunt Malanowicz – dziedzic
- Anna Ciepielewska – sekretarka Basia
- Andrzej Jurczak
- Zygmunt Wiaderny
- Bronisław Wrocławski

i inni

## Produkcja
Zdjęcia do Tańczącego jastrzębia nakręcił Zbigniew Rybczyński, który eksperymentował z ustawieniami kamery tak, aby uczynić jej spojrzenie autonomicznym. Michał Dondzik pisał, że „dzięki autonomiczności kamery uniemożliwiona zostaje identyfikacja z bohaterami filmu, widz patrzy na wydarzenia z boku, obserwuje je z nietypowych perspektyw”. Na potrzeby sekwencji filmowej z września 1939 roku Rybczyński obmyślił perspektywę zranionego żołnierza („kamerą z ranną ręką”). Scena, gdy Toporny pozbawia żołnierza ręki za pomocą nożyc do strzyżenia owiec, została zrealizowana za pomocą zamocowanej na szelkach atrapy ręki, aby upadła wraz z kamerą na podłoże z pierzyną. Również scena z kamer przemysłowych obrazuje fizyczną metamorfozę bohatera: obraz Topornego na jednym monitorze przedstawia jego wyidealizowany obraz, na drugim – podstarzały wizerunek zmęczonego człowieka. Jak pisze Dondzik: „Zwodniczość obrazu na monitorze pokazującym siłę i witalność została podkreślona zabiegiem audialnym – na ścieżce dźwiękowej słychać nienaturalnie głośne kroki mężczyzny, które miały brzmieć jak u kolosa, olbrzyma”. Do innych wymagających scen sfilmowanych przez Królikiewicza i Rybczyńskiego należało czerwieniejące ucho Topornego, za które ciągnął go w dzieciństwie ojciec (efekt uzyskany poprzez przymocowanie Trzeciakowi żaróweczki do ucha) oraz scena wsysania i wysysania przez sąsiada nitek makaronu (poprzez odwrotne założenie taśmy 35 mm).